# Château de Montceaux
Ne doit pas être confondu avec Château de Monceau (Paris) ou Château de Monceau.
Le château de Montceaux,, était situé en Seine-et-Marne, dans la commune de Montceaux-lès-Meaux. Il est aussi appelé château royal de Montceaux-Les-Meaux, château des reines ou château des trois reines. 
Il est acquis au XVIe siècle par Catherine de Médicis qui en confie l'embellissement à Philibert Delorme. D'autres artistes, tels que Jacques Androuet du Cerceau, le Primatice ou Salomon de Brosse participent aux transformations successives et aux décorations de la propriété. 
Racheté par Henri IV, il est offert à Gabrielle d'Estrées puis devient la propriété de Marie de Médicis à l'occasion de la naissance de Louis XIII.
Détruit peu d'années après la Révolution, il en subsiste aujourd'hui quelques ruines ainsi qu'une chapelle, les bâtiments de l'avant-cour transformés en maison bourgeoise et la partie est du château devenue un corps de ferme. Un parc dit du château de Montceaux en conserve également la mémoire. Le château est classé au titre des monuments historiques en 2005.

## Historique

### Le château de Jean Laguette

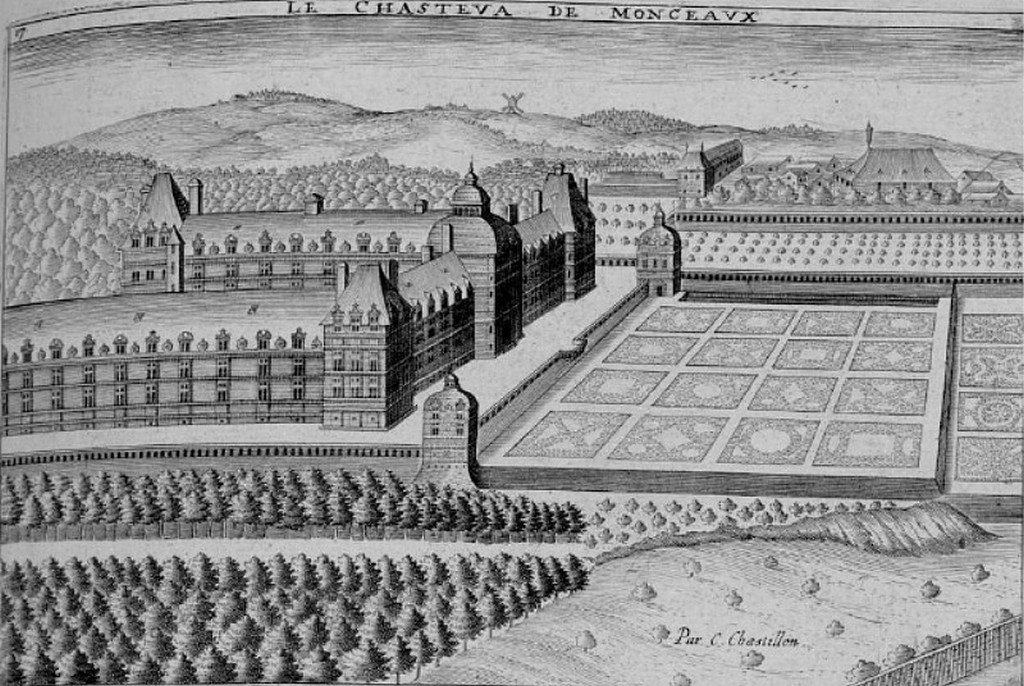
Le château de Montceaux sur une gravure de Claude Chastillon (début du XVIIe siècle).

La construction du château commence vers 1520 par la famille Saligaut ou Saligot. Un acte de 1504 indique que Michel Saligaut, seigneur de Monceaux et de Montretout-en-Brie, s'engage à fonder une chapelle dédiée à la Vierge au « chasteau dudit Montceaulx. »
Sa petite-fille, Marie Saligaut, l'apporte en dot en 1531 au notaire et secrétaire du roi Jean Laguette. Enrichi grâce à sa charge de « receveur des finances extraordinaires et des parties casuelles », il peut en 1544 faire reconstruire le château de Montceaux. Il fait élever un corps de bâtiment avec pavillons d'angle, une aile avec une grande salle et une chapelle en pierre et brique. En 1546, il demande au maître maçon Pierre Desisles de rehausser « un vieux corps d'hostel » du château construit par les Saligaut et repeindre sa façade en briques simulées. En 1547, il fait couvrir une galerie longue de 50 m et large de 6 m. Le château est alors un quadrilatère avec quatre pavillons d'angle et entouré de douves. Le corps de logis comprend un pavillon central avec un escalier à rampes droites. Le château comprend une façade à deux niveaux sur laquelle sont réalisés des pilastres en pierre de taille dont les chapiteaux doivent être de style dorique au rez-de-chaussée et de style ionique à l'étage. L'architecte, inconnu, a prévu de séparer les étages par un entablement avec triglyphes pour l'ordre dorique et avec enroulements pour l'ordre ionique. C'est la première application en France du système indiqué par Vitruve et enseigné par Sebastiano Serlio qui se trouve au château de Fontainebleau depuis 1541.
Est-ce la construction qui attire l'attention du roi Henri II et la chute de Laguette ? Toujours est-il qu'en 1555, Jean Laguette, accusé de malversations, doit lui céder le château à peine achevé. Un an plus tard, le roi l'offre à sa femme Catherine de Médicis qui en apprécie le site.

### Le château de Catherine de Médicis
Elle fait réaménager le château à partir de 1558 par l'architecte Philibert Delorme et le menuisier Francesco Scibec de Carpi. Château personnel de la reine, elle veut y recevoir le roi sans la présence de sa maîtresse Diane de Poitiers.
Elle fait construire au bout de l'allée du « Mail » (où on peut jouer au jeu de mail, c'est-à-dire un genre de croquet), le pavillon de la grotte, en 1557. Du côté du Mail une loge permettait de regarder les joueurs. En construisant ce pavillon avec une façade à l'ordre colossal, Delorme a essayé de rivaliser avec la grotte construite par Le Primatice au château de Meudon. Après la mort accidentelle du roi, la reine mère y fait de nombreux séjours. Le plus célèbre étant celui de septembre 1567 au cours duquel se déroule le complot appelé « surprise de Meaux » qui prévoit qu'une troupe de huguenots enlève la reine et son fils. Il est rapidement déjoué.

### Le château de Gabrielle d'Estrées
Après la mort de Catherine de Médicis et un passage entre les mains de ses créanciers, le château est acheté le 25 mars 1596 par Gabrielle d'Estrées pour 39 000 écus, cadeau probable de son amant le roi Henri IV. Il appréciait le château où il s'était déjà rendu en septembre 1594 et mars 1595 avec sa maîtresse. Il élève Gabrielle d'Estrées au titre de marquise de Montceaux.
Gabrielle d'Estrées qui se voit reine de France entreprend de reconstruire le château. En 1597, elle confie les travaux à Jacques II Androuet du Cerceau. C'est un château construit sur un terre-plein carré cerné de fossés avec des pavillons aux angles à simple rez-de-chaussée et toit à l'impériale. Un des marchés de ces pavillons est confié à Jean de l'Orme et Rémy Collin en décembre 1598. Il en subsiste deux du côté de l'entrée. Le château forme un quadrilatère avec des façades adoptant l'ordre colossal.
La reconstruction intervient dès 1596 sur les anciennes fondations du château de Jean Laguette. Il comprend quatre pavillons d'angle, une aile basse du côté de l'entrée avec une galerie côté cour et un pavillon d'entrée en son milieu. On commence l'avant-cour. Le corps de logis est refait avec les pavillons d'angle et les ailes du château de Laguette sont conservées provisoirement. En 1599 Gabrielle d'Estrées meurt subitement. Le corps de logis et les pavillons sont presque terminés.

### Le château de Marie de Médicis
Henri IV offre le château à sa femme, Marie de Médicis, en 1601, après la naissance du Dauphin. Les travaux continuent lentement à partir de cette date et sont confiés en 1608 à Salomon de Brosse, neveu de Jacques II Androuet du Cerceau. Il apporte quelques changements au projet de son oncle. Une grande salle de bal est aménagée dans l'aile gauche. L'étage du pavillon d'entrée est converti en chapelle. Après que la reine a décidé de construire le palais du Luxembourg, les travaux s'arrêtent en 1622.
L'état du château dans la première moitié du XVIIIe siècle, est connu par des gravures du graveur Jacques Rigaud,,.                                                  
Le château, propriété de la Couronne, est donné en 1783 au prince de Conti, qui a transformé un pavillon d'entrée en pavillon de chasse. Confisqué comme bien national en 1793, sa démolition commence en 1799, ne laissant subsister que quelques éléments de l'avant-cour et des ailes du château.
Aujourd'hui, il ne reste plus que des vestiges et des ruines de ce château royal.

## Le Château aujourd'hui

### Les propriétaires
L’ensemble du domaine du château a été découpé en cinq lots par le précédent propriétaire.  Lui-même a conservé la partie nord des bois. Le grand bâtiment des communs - en cours de travaux et de restauration - a été acquis par une société de promotion immobilière pour en faire des appartements en location. La partie est de la forêt appartient à un habitant du village porteur d’un projet de centre hippique. Le pavillon d’entrée – dit Sully – et la douve sud ont été acquis par un autre propriétaire mais restent inhabités. Le dernier lot, enfin, constitue la partie principale du domaine : elle comporte le corps des ruines, l’ancienne chapelle du château, le pavillon dit Conti, ainsi que les anciens jardins  et une partie des bois. Elle a été acquise par un couple de passionnés tombés amoureux des ruines et qui y consacrent désormais tous leurs moyens et toute leur énergie. Ils ont d’emblée souhaité faire revivre le site en l’ouvrant au public le plus large, tout au long de l’année, lors des journées du patrimoine et des jardins, ou sur demande, pour les associations locales. Ils cherchent également à redonner au château la vocation culturelle et festive qu’il avait à sa période de gloire : ces dernières années, le parc a ainsi accueilli des spectacles et manifestations variées (résidence d’artistes, art lyrique, musique, ciné-concert, variétés, théâtre, opérette). Enfin, le parc cherche aussi à renouer avec sa vocation équestre en hébergeant quelques chevaux et en préparant avec les cavaliers et clubs des environs l’accueil de manifestations équestres  (randonnées, attelage, manifestations en costume, concours hippique).

### Les restaurations en cours
Sous l’effet du gel, de la pluie, du vent et d’une végétation restée longtemps incontrôlée, les ruines, particulièrement exposées, se sont fortement dégradées ces dernières années. Leur intégrité étant directement menacée, les propriétaires actuels ont lancé un chantier de sauvegarde d’urgence afin de préserver notamment les colonnes et les voutes restantes des galeries, qui menaçaient de s’effondrer. Ils ont été officiellement soutenus, pour ce faire, par la Drac Île-de-France, le conseil général de Seine-et-Marne, ainsi que par le Club des mécènes de patrimoine en Seine-et-Marne. Vu l’importance des dépenses à consentir, le projet a également été sélectionné pour une souscription nationale par la Fondation du patrimoine.

### Liste des manifestations passées et à venir
- Concert lyrique A Travers Champs : juin 2010
- Résidence d’artiste Yourte de Piano-No-Ki : printemps-automne 2011
- Théâtre Molière : juin 2011
- Festival Md6 1 : septembre 2011
- Théâtre Tchekhov : juin 2012
- Concert lyrique Arcimboldo : mai 2012
- Ciné-concert avec Karol Beffa et Johan Farjot : juin 2012
- Festival Md6 2 : septembre 2012
- Festival Depayz’arts - Nuits tsiganes : décembre 2012
- Accueil Grognards de la Marne : avril-septembre 2013
- Tournage film sur Catherine de Médicis (télévision japonaise) : Mai 2013 (diffusion printemps 2014)
- Tournage clip Musical : août 2013
- Festival Md6 2013: septembre 2013
- Étape Rallye du Centenaire (mai 2014)
- Étape Rallye des Vieilles Voitures (juin 2014)
- Ciné-concert avec Karol Beffa (juin 2014)
- Soirée médiévale Les Messagers D’elendill (septembre 2014)
- Spectacle sons et lumières Il était un château… (juin 2015)
- Opérettes du Soleil (compagnie Gala et chanteurs de l’Opéra de Paris) (juillet 2015)

### Galerie

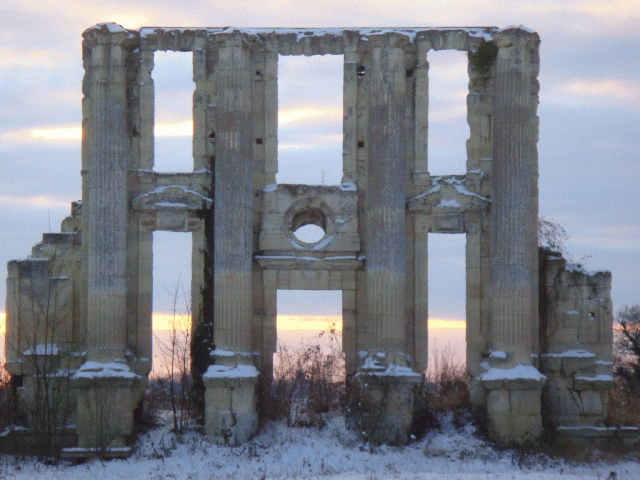
Colonnes.
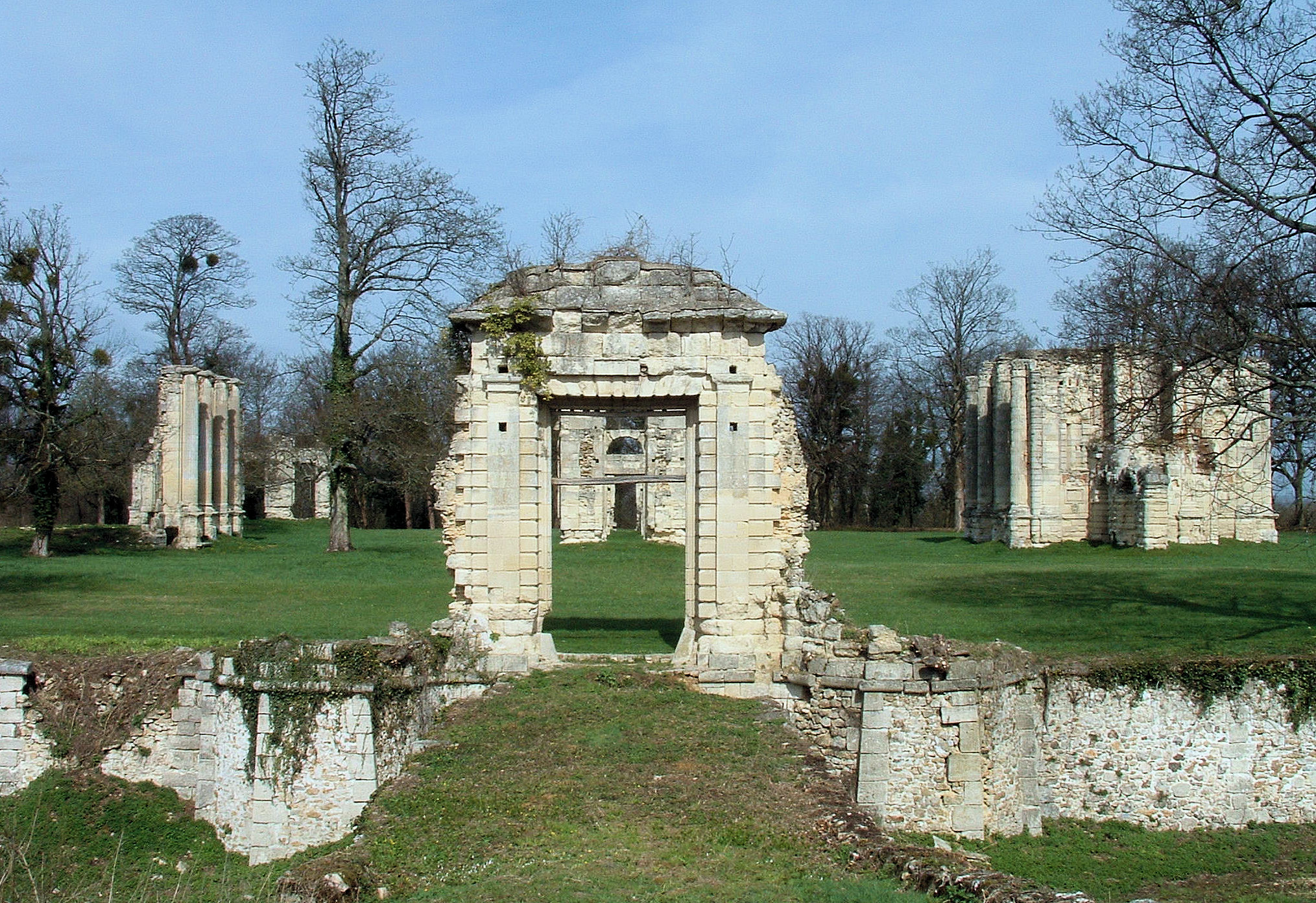
Vestiges.
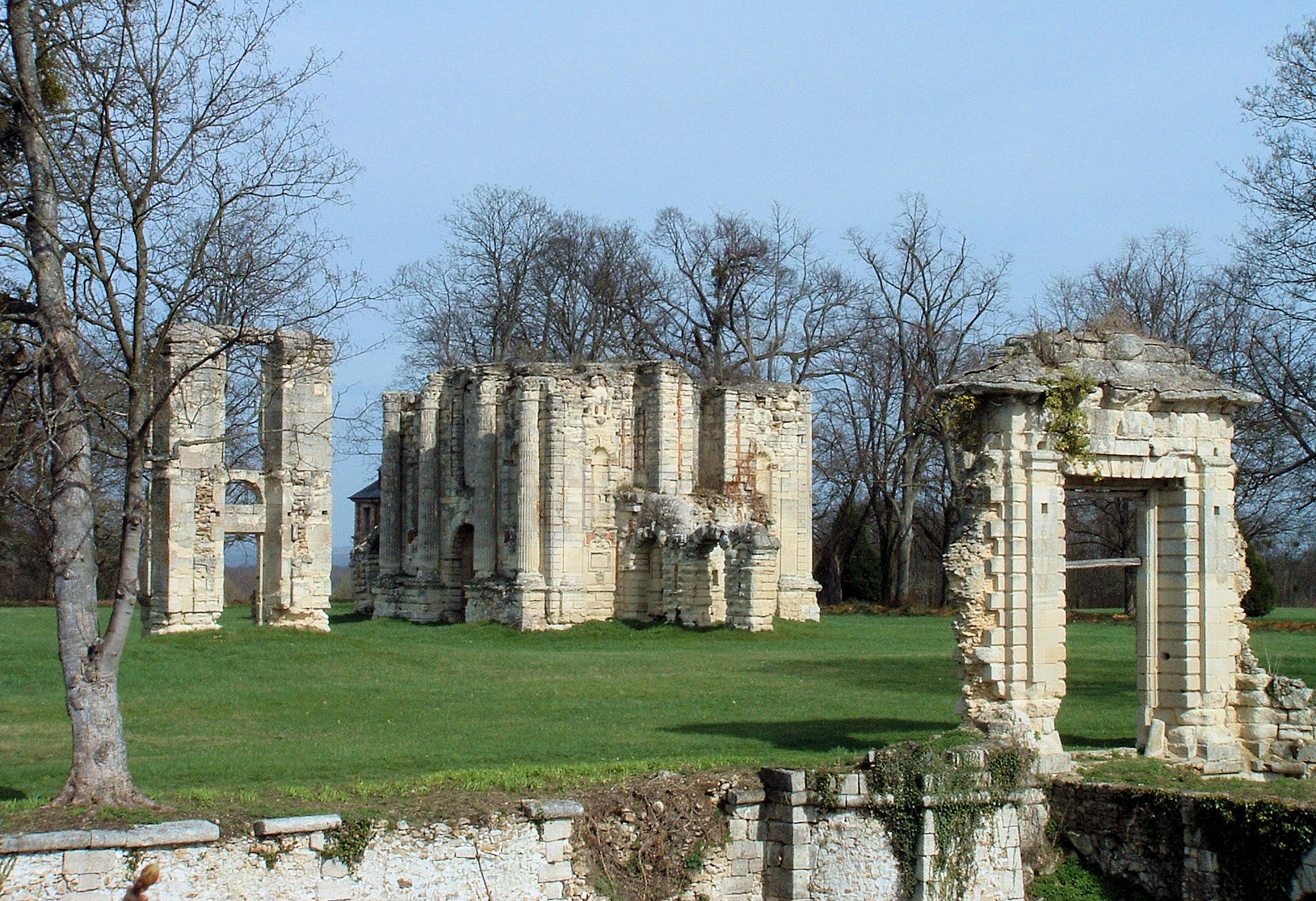
Vestiges.
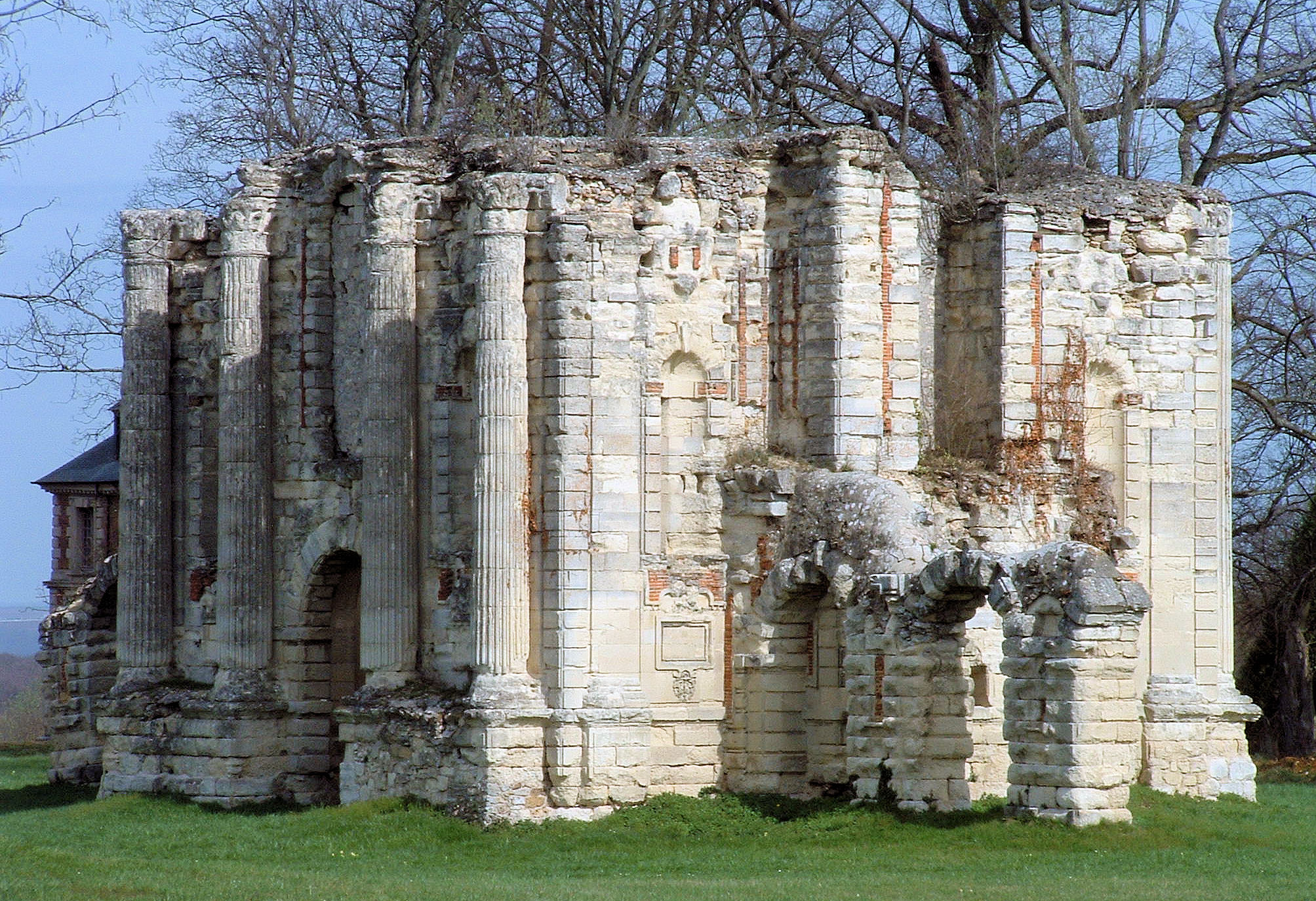
Ruines du pavillon d'entrée.
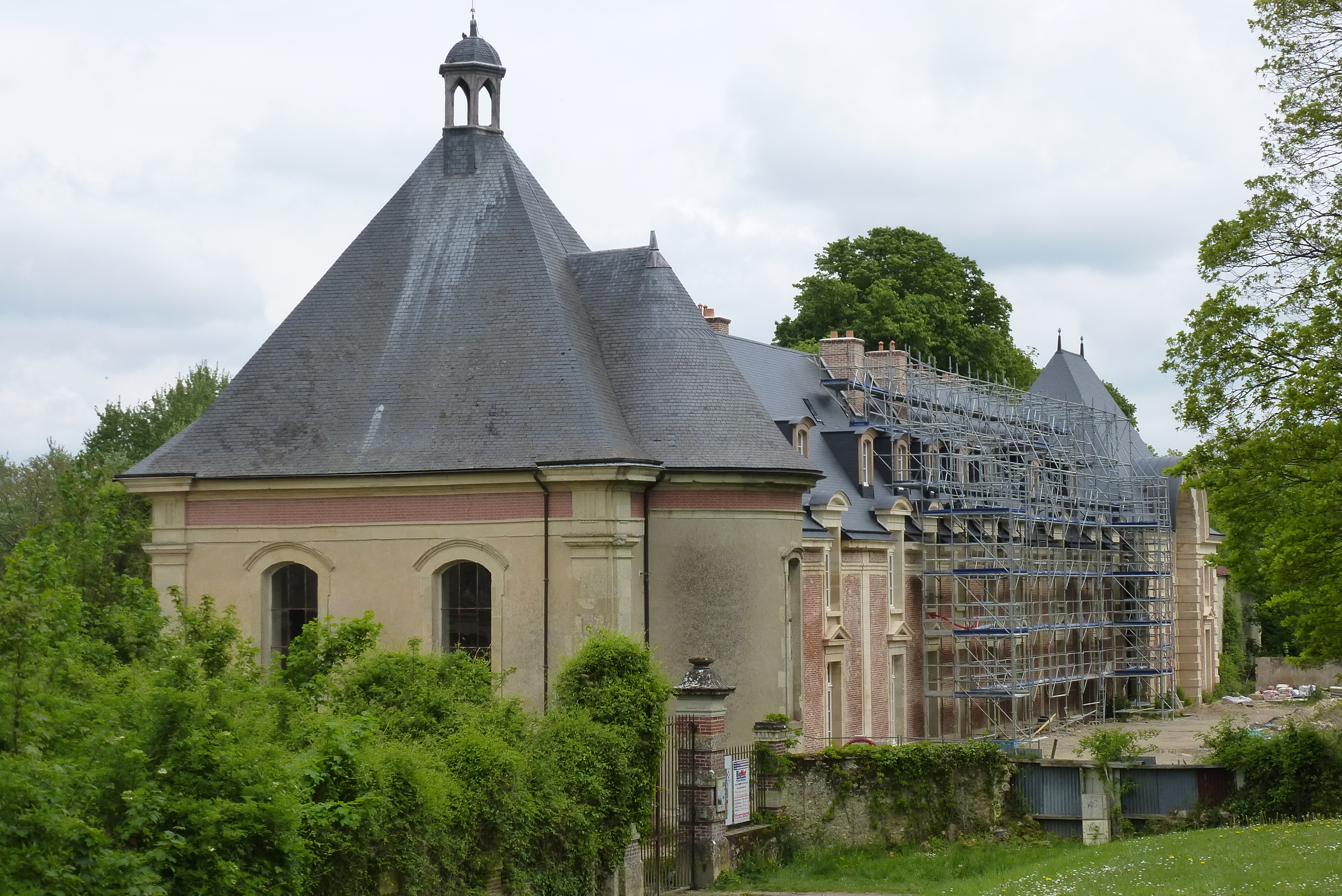
Communs en cours de restauration en 2014.
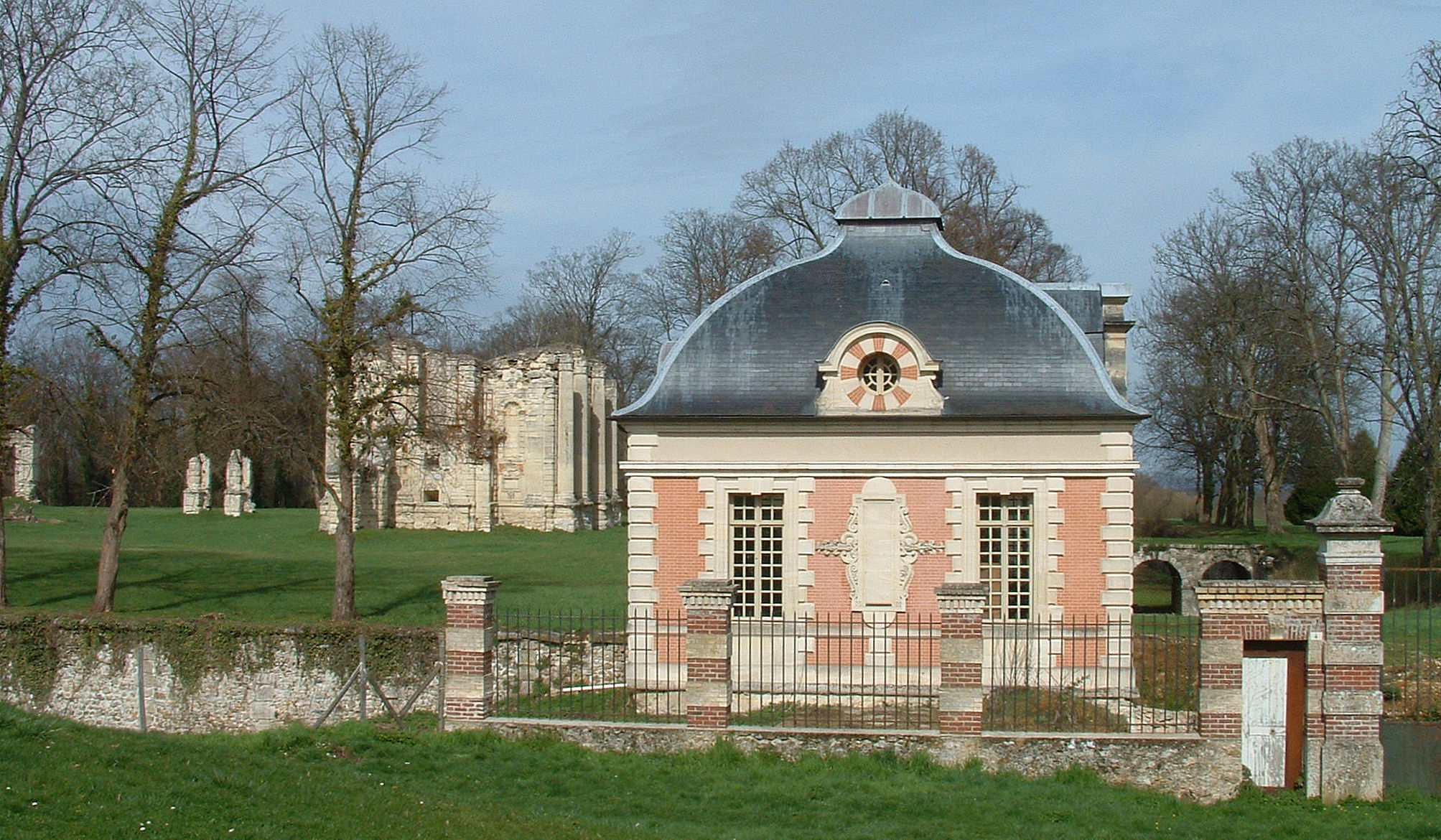
Pavillon d'angle restauré (mars 2005).
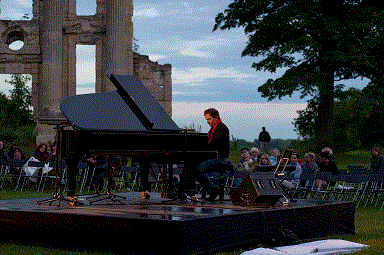
Ciné-Concert avec Karol Beffa (juin 2012).